# Мулен, Жесси
Жесси́ Муле́н (фр. Jessy Moulin; 13 января 1986, Валанс, Франция) — французский футболист, вратарь клуба «Труа».

## Карьера
Жесси Мулен — воспитанник футбольного клуба «Сент-Этьен». До 2008 года выступал за вторую команду клуба. Сезон 2008/09 провёл в клубе лиги Насьональ «Арль-Авиньон», отыграв за команду 26 матчей в чемпионате. Следующий сезон голкипер также отыграл в 3-й по силе лиге Франции — за клуб «Фрежюс-Сен-Рафаэль».
Мулен дебютировал в «Сент-Этьене» 15 мая 2011 года в матче Лиги 1 против «Ренна», заменив во втором тайме основного вратаря команды Жереми Жано
. В дальнейшем вратарь отыграл и 2 оставшихся матча в чемпионате.
С началом следующего сезона Жесси Мулен был отдан в аренду в «Клермон», выступавший в то время в Лиге 2. В «Клермоне» Мулен не смог составить конкуренцию Фабьену Фарноллю и первый матч за команду сыграл в третьем раунде кубка Франции против «Орлеана» 7 января 2012 года
.
В дальнейшем Мулен сыграл ещё 2 матча в Лиге 2 и по окончании сезона вернулся в «Сент-Этьен».

## Достижения
«Сент-Этьен»
- Обладатель Кубка французской лиги: 2012/13